# Onagrodes
Onagrodes là một chi bướm đêm thuộc họ Geometridae.

## Các loài
- Onagrodes barbarula Prout, 1958
- Onagrodes eucineta Prout, 1958
- Onagrodes obscurata Warren, 1896
- Onagrodes oosyndica Prout, 1958
- Onagrodes recurva Warren, 1907
- Onagrodes victoria Prout, 1958